# Vér Eszter Virág
Vér Eszter Virág (Pincehely, 1979. október 29. –) magyar történész, egyetemi oktató.

## Életpályája[3]
Történelem, új- és jelenkori történeti muzeológia és levéltár szakon végzett az ELTE Bölcsészettudományi Karán.
2007-től az ELTE Bölcsészettudományi Kar Történelem Segédtudományai Tanszék oktatója (2022-ig), korábban az ELTE Egyetemi Levéltár történész-muzeológusa (2005-2006). Az (ELTE BTK) Új- és Jelenkori Magyar Történelem programon doktorált 2014-ben; első kötete Erzsébet királyné magyarországi kultusza 1898-1914 között címmel jelent meg 2006-ban.

## Kutatási területe
Kutatási területe: 19-20. századi kultusztörténet (különös tekintettel Erzsébet királyné magyarországi kultuszára), 19. század második felének művelődés- és életmódtörténete.

## Fontosabb művei[11]

### Kötetek
- Erzsébet királyné magyarországi kultusza 1898-1914 között. Budapesti Negyed XIV. évf., 2006. nyár  2. sz.
- Erzsébet-kultusz. Szöveggyűjtemény. Budapesti Negyed XIV. évf., 2006. ősz  3. sz.

### Tanulmányok, cikkek
- Erzsébet. Mítosz és valóság a magyarok királynéképében. In: A múlt feltárása előítéletek nélkül. Szerk.: Gergely Jenő. Budapest, ELTE BTK, 2006. 121-138.
- "Rezső királyfink" Fejezetek Rudolf trónörökös politikai nézeteinek magyar vonatkozásairól. In: Rudolf – a reményvesztett imádó. (Időszaki kiállítás a Gödöllői Királyi Kastély Múzeumban, 2008. június 5 – szeptember 28.). Szerk.: F. Dózsa Katalin – Faludi Ildikó. Gödöllő, Gödöllői Királyi Kastély, 2008. 28-35.
- Udvari reprezentáció a Budai Királyi Palotában (1867-1916). Az udvari bálok és fogadások. In. : Fejezetek a tegnap világából. Főszerk. : Gergely Jenő. Budapest, ELTE BTK, 2009. 92-114.
- Egy elfeledett kultuszhely: Az Erzsébet Királyné Emlékmúzeum. FOLIA HISTORICA XXVI. 2008-2009. Budapest, MNM, 2010. 5-35.
- Újraértelmezett szerepvállalások, avagy Erzsébet császárné alak-változásai 1866-ban. Aetas 2012. (27. évf.) 1. sz. 83-104.
- "... egy áldott emlékezetű királyné…" Adalékok Jókai Mór mitikus Erzsébet-képének alakulásához. Aetas 2015. (30. évf.) 1. sz. 59-86.
- "... így jutott az istenek sorába Romulus" A Rudolf-kép változásai a Monarchia magyar nyelvű sajtójában. Múlt-Kor 2015. ősz 86-91.
- "... nem próbáltam versenyezni Romy Schneiderrel...” - Impressziók a 2009-ben készült Sissi filmről I. Újkor.hu 2015. december 24.
- "... sokkal könnyebb lenne az életem, ha nem lenne császár...” - Impressziók a 2009-ben készült Sissi filmről II. rész Újkor.hu 2016. január 5.
- "... nem gondoltam volna, hogy politikáról fogok beszélgetni a feleségemmel...” – Impressziók a 2009-ben készült Sissi filmről III. rész[halott link] Újkor.hu 2016. január 26.
- Rudolf trónörökös halála és emlékezete. Újkor.hu 2017. január 30.
- [társszerző: Borovi Dániel] „… olyan császárné lesz, amilyet még nem látott a világ…” A Sissi-trilógia első része történészszemmel. Újkor.hu 2016. december 24.
- [társszerző: Borovi Dániel] „különben is mindent szeretek, ami magyar…” - A Sissi-trilógia második része történészszemmel. Újkor.hu 2017. január 17.
- [társszerző: Borovi Dániel] „… bár csak megkímélhetnélek…” A Sissi-trilógia harmadik része történészszemmel. Újkor.hu 2017. február 21.
- Traumák és örömök: Rudolf trónörökös gyermekkora (1858-1866). BBC History 9. évf. (2019) 2. sz. pp. 42–46.
- "Most már tudom, milyen boldogság egy gyermek...": Sisi és az anyaság. wmn.hu  2019. május 5.
- "… egy új köteléket fog fűzni magas családja s a nemzet között…”: Az uralkodócsalád tagjai Magyarországon (1867-1869). Aetas 34. évf. (2019) 2. sz pp. 5–36.
- Sisi fiának különös házassága és korai halála. wmn.hu  2019. június 17.
- Rudolf trónörökös különös házassága. Újkor.hu 2019. július 26.
- "A nemes vad terítékre került...": Gondolatok Pataki Éva Férfiképmás című regényéről. Napi Történelmi Forrás 2019. augusztus 23.
- Traumák és örömök: Rudolf trónörökös gyermekkora 1858-1866. Újkor.hu 2019. augusztus 23.
- „A koronázás napja még nincsen elhatározva…”: Erzsébet és a magyarok 1. rész (1867. január–május). Újkor.hu 2020. június 8.
- [társszerkesztő: Borovi Dániel] Drága Rudolf: Ferenc József és Sisi levelei fiukhoz. (ford.: Nyizsnyánszki Ferenc) Budapest, Szépmíves Könyvek, 2020.
- [társszerző: Borovi Dániel]: A trónörököspár év végi ünnepi szokásairól (1881-1882.). Napi Történelmi Forrás 2021. január 6.
- [társszerző: Borovi Dániel] Császári és királyi húsvétok Bécsben és Pest-Budán. Kastélymorzsák Gödöllőről: Történetek, történelmi személyek, sorsok a Gödöllői Királyi Kastélyból. kastelymozsak.blog.hu 2021. április 4.
- "…A kislányért is nagyon hálás vagyok Istennek": Mária Valéria főhercegnő budai születése (1868). Napi Történelmi Forrás 2021. április 22.